# Devapura Colony, Hosadurga
Devapura Colony là một làng thuộc tehsil Hosadurga, huyện Chitradurga, bang Karnataka, Ấn Độ.